# Кассиев, Эфенди Юшаевич
Кассиев Эфенди Юшаевич (лак. Хъассиев Апанни Юшаълул арс; 2 февраля 1922, Кумух, Дагестанская АССР — 23 января 1999, Махачкала) — советский лакский ученый, литературовед, доктор филологических наук, профессор, заслуженный деятель науки Республики Дагестан.

## Биография
Э. Ю. Кассиев родился 2 февраля 1922 года в селении Кумух Казикумухского округа Дагестанской области РСФСР. В 1941 году окончил Кумухское педагогическое училище, в 1950 — Тбилисский государственный университет.
В 1955—1999 годах работал в Институте истории, языка и литературы им. Гамзата Цадасы Дагестанского филиала Академии наук СССР (с 1992 года — Институт языка, литературы и искусства им. Гамзата Цадасы Дагестанского научного центра РАН, далее — ИЯЛИ) младшим, старшим, ведущим научным сотрудником, являлся членом диссертационного совета при ИЯЛИ.
В 1955 году в Институте мировой литературы им. А. М. Горького защитил кандидатскую диссертацию на тему «Проблемы реализма в эстетике Н. А. Добролюбова», а в 1975 году в Тбилисском государственном университете — докторскую диссертацию (тема: «Проблемы просветительства и становления реализма в литературе народов Дагестана»).

## Научная деятельность
Эфенди Юшаевич Кассиев принадлежит к первому поколению профессиональных литературоведов Республики Дагестан, стоял у истоков развития дагестанского литературоведения вплоть до его подъёма на современном этапе. Занимался исследованием лакской национальной литературы, проблемами художественного перевода. Является одним из пионеров изучения проблемы просветительства в дагестанской литературе. Автор книги «Очерки лакской дореволюционной литературы», одной из первых в серии очерков по национальным литературам народов Дагестана. Принимал активное участие в написании «Очерков дагестанской советской литературы» (1957), «Истории дагестанской советской литературы» в двух томах (1967), в написании статей для «Истории многонациональной советской литературы» в шести томах (1972—1982), «Краткой литературной энциклопедии» в девяти томах (1962—1978), в коллективном труде "Дагестанская литература: закономерности развития (1965—1985).
Э. Ю. Кассиев был составителем и ответственным редактором ряда тематических сборников ИЯЛИ по литературоведению и фольклористике, соавтором учебников и хрестоматий для школ и педагогических техникумов, издал сборник стихотворений лакских поэтов дореволюционного времени «Песни отцов» (1971). В последние годы занимался текстологической работой, составлял своды текстов лакских поэтов (Гарун Саидов, Гасан Гузунов и др.) на лакском и русском языках со вступительными статьями и комментариями, выступал с докладами на всесоюзных и региональных конференциях и сессиях.
Его последняя монография «Проблема художественного перевода дагестанской поэзии» (1994) стала ещё одной важной вехой в истории развития современного дагестанского литературоведения.

## Награды и память
Э. Ю. Кассиев удостоен почетного звания «Заслуженный деятель науки Республики Дагестан» (1995). Награждён медалями «За доблестный труд в Великой Отечественной войне 1941—1945 гг.» (1992), «Ветеран труда» (1985), почетными грамотами Верховного Совета ДАССР, Президиума Академии наук СССР.

М. И. Капланов в своем двухтомном труде «Казикумух и его тухумы» писал о нём:
« Эфенди (Апанни) Кассиев (седьмой ребёнок Юшаъ) — одна из заметных фигур лакской интеллигенции. Отличался скромностью, большой внутренней культурой, благородством и тактом. Он жил с чистой совестью, таким и ушел из жизни, выполнив все свои планы, аккуратно собрав свои труды в стопку…»
В книге «Лакцы», изданной в 2014 году, коллеги отзываются о нём:
«Эфенди Юшаевич как ученый, как человек был чрезвычайно скромен, его отличала подлинная интеллигентность и высочайшая порядочность. Не было случая, чтобы он вспылил на наших иногда бурных заседаниях. В своих оценках обсуждаемых плановых работ и диссертаций коллег он был корректен и объективен при всей своей принципиальности. Он никогда не кривил душой, если видел недостатки, прямо говорил, но не пользовался разносным стилем, а напротив обстоятельно излагал свое понимание вопроса, предлагая новые варианты подходов…»

## Ключевые публикации
1. Очерки лакской дореволюционной литературы / Э. Ю. Кассиев. Дагест. филиал Акад. наук СССР. Ин-т истории, языка и литературы им. Гамзата Цадасы. — Махачкала : [б. и.], 1959. — 199 с.[4]
2. Лакские народные сказки, лакск. «Лакрал агьалинал магьри»: короткие рассказы / составители: Э. Ю. Кассиев, Х. М. Халилов. Махачкала: Дагъусттаннал луттирду ита бакьайсса издательство, 1959. — 223 с. На лакском языке.[5]
3. Очерки лакской советской литературы /Э. Ю. Кассиев, А. Г. Гусейнаев. Дагестанский филиал Академии наук СССР. Институт истории, языка и литературы им. Г. Цадасы. — Махачкала : [б. и.], 1964. — 136 с.[6]
4. История дагестанской советской литературы: В 2 т. / Сост. А.Закуев, Э.Кассиев, И.Курбаналиев, А.Омаршаев, Г.Саидов, М.Чаринов Дагест. филиал АН СССР. Ин-т истории, яз. и литературы им. Гамзата Цадасы; [Под общ. ред. А. Ф. Назаревича и Р. Ф. Юсуфова]. — Махачкала : Изд-во Дагест. филиала АН СССР, 1967—1968. — 418 c. — 499 c.[7]
5. Песни отцов, лакск. «Буттахъал балайрду»: сборник / Э. Ю. Кассиев. — Махачкала: Дагестанское книжное издательство, 1971. — 164 с. На лакском языке[8]
6. Эффенди Капиев и его роль в развитии дагестанской советской литературы / Э. Ю. Кассиев [Сб. статей] Махачкала, 1981.[9]
7. Дагестанская литература на пути к социалистическому реализму : (От просветительства к реализму нового типа) / Э. Ю. Кассиев — Махачкала : Даг. кн. изд-во, 1982. — 120 с.[10]
8. Дагестанская литература во взаимодействии с литературами народов СССР / Э. Ю. Кассиев. Дагестанский филиал Академии наук СССР. Институт истории, языка и литературы им. Г. Цадасы. — Махачкала, 1985. — 149 с.[11]
9. Проблемы художественного перевода дагестанской поэзии / Э. Ю. Кассиев. — Махачкала, 1994. — 162 с.[12]
10. Дагестанская литература: закономерности развития (1965—1985). Раздел «Литературоведение и критика» / Э. Ю. Кассиев. — Махачкала, 1999. — 456 с.[13]